# يوم سيوا
يوم سيوا sewa day : هو  يوم عالمي للتطوع، يقام في عددة أيام من السنة، أتى الإلهام لإنشاء هذا اليوم من مفهوم العطاء المتفاني .

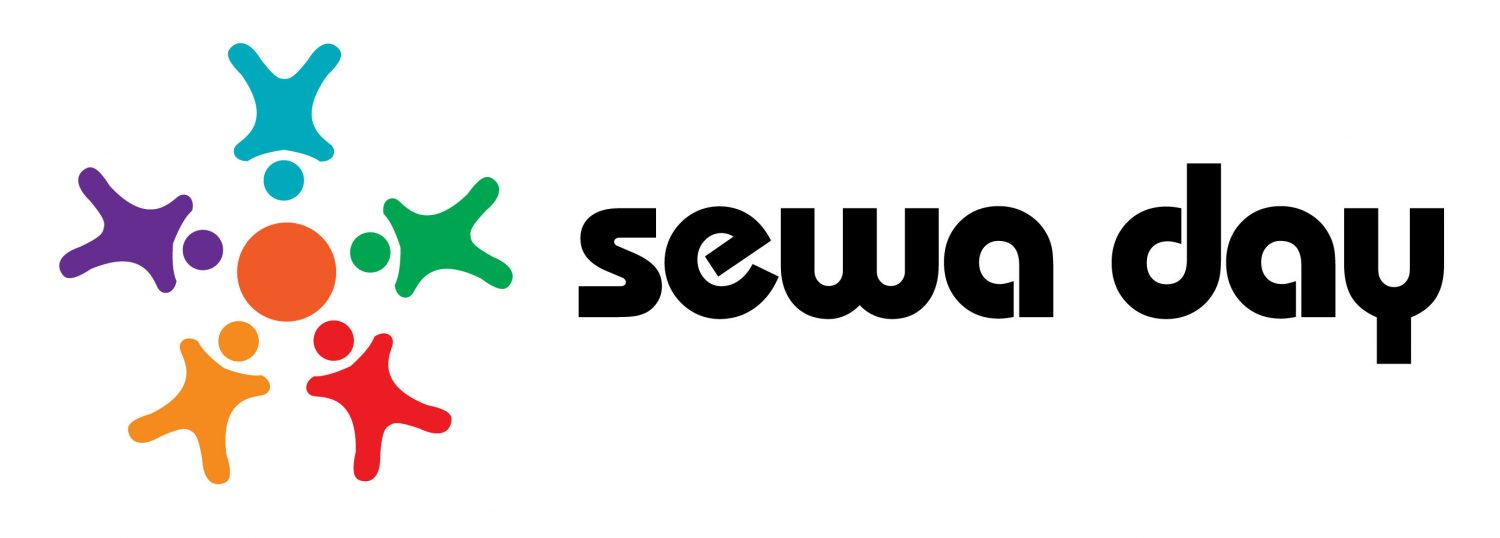
الشعار الخاص بالمؤسسة

## تغطية
هاريسون " harrison " و سيفا " " seva هما اختصار لكلمة kar seva  كارسيفا وهي مشتقة من كلمة سنسكريتية kar  تعني الأيدي أو العمل  و seva  تعني العطاء .
أطلق يوم سيوا للمرة الأولى عام 2010  من قِبَل مؤسسة غير ربحية تحمل نفس الاسم، وهي منظمة خيرية مسجلة في إنجلترا ووولز.

## الأنشطة
عقدت أول ستة أيام سيوا في يوم الأحد الأول من شهر أكتوبر/ تشرين الأول لكن ذلك تغير في عام 2016
- 3  أكتوبر 2010
- 2 أكتوبر 2011
- 7 أكتوبر 2012
- 6 أكتوبر 2013
- 5 أكتوبر 2014
- 10 أكتوبر 2015
- 16 أكتوبر 2016

عملت المجموعات المشاركة مشاريع تطوعية في يوم سيوا منها : منازل المسنين، ملاجئ المشردين، المدارس في المناطق المتضررة، المستشفيات , دور العجرة، الحدائق , مناطق الحماية والمزارع .
في عام 2013 أكثر من 75,000 متطوع شاركوا في أكثر من 25 بلد، وصلت ساعات التطوع إلى 561,000 ساعة .
البلدان التي أقيم فيها يوم سيوا
أسيا : الصين، اندونيسيا , ماليزيا، سينغافورا , أستراليا، نيوزيلاندا , الهند، باكستان , نيبال .
أوروبا : روسيا، المملكة المتحدة، ايرلاندا , فينلاندا، دينيمارك , اسبانيا، البرتوغال .
الشرق الأوسط : الإمارات، السعودية , عمان .
إفريقيا : كينيا، أوغندا , جنوب أفريقيا، نيجيريا , غينا، إثيوبيا , كاميرون .
و الولايات المتحدة الأمريكية .